# Pineda (planta)
Pineda es un género monotípico de arbusto  perteneciente a la familia Salicaceae. Su única especie, el lloqui del Perú (Pineda incana), es originaria de Perú y Ecuador.

## Taxonomía
Pineda incana fue descrita por Ruiz & Pav. y publicado en Florae Peruvianae, et Chilensis Prodromus 76, pl. 14. 1794.
Sinonimia
- Banara incana (Ruiz & Pav.) Benth.
- Banara incana var. jamesonii Benth.
- Christannia salicifolia C. Presl
- Homalium incanum (Ruiz & Pav.) Pers.
- Pineda lehmannii Hieron.